# Van Hugenpoth

Het familiewapen van Hugenpoth

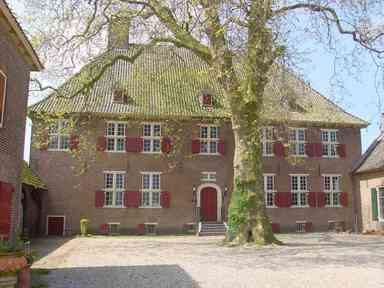
Huis Aerdt

Van Hugenpoth (ook: Van Hugenpoth tot den Berenclaauw en: Van Hugenpoth tot Aerdt) is een Nederlandse, van oorsprong Duitse familie waarvan leden vanaf 1814 benoemd werden in de ridderschappen en dus tot de Nederlandse adel gingen behoren. Andere leden werden daarna erkend te behoren tot de Nederlandse adel, en voor hen werd ook de titel van baron erkend.

## Geschiedenis
De stamreeks begint met Nikolaus von Hugenpoth die omstreeks 1528 trouwde met ene von Eickel, afkomstig uit de graafschap Mark.
Door vererving via de familie van Steenhuys kreeg het geslacht van Hugenpoth begin 18de eeuw het Huis Aerdt in Gelderland in handen. De familie Hugenpoth stierf in 1990 uit.

## Enkele telgen
Adolph Samuël van Hugenpoth (†1721); trouwde in 1692 Georgia Walburgis van Steenhuys (1659-1711), dochter van Godert van Steenhuys, heer van Aerdt
- Alexander Walraedt Diderich van Hugenpoth (1695-1780), erft Aerdt in 1722 van zijn oom Joost van Steenhuys
  - Antonius Cornelius Simon Xaverius van Hugenpoth, heer van den Berenclaauw sinds 1772 (1739-1777), ritmeester der lijfjagers en kamerheer van de hertog van Württemberg
    - Walraad Otto van Hugenpoth tot den Berenclaauw (1767-1814), kapitein
      - Alexander Antoon baron van Hugenpoth (1805-1861), burgemeester van Herwen en Aerdt
      - mr. Jan Baptista Constantinus Josephus Carel Cornelius Maria baron van Hugenpoth tot den Berenclaauw (1816-1877), advocaat-generaal en raadsheer gerechtshof te 's-Hertogenbosch, kamerheer van de koning i.b.d., historicus en schrijver
        - Henrica barones van Hugenpoth tot den Berenclaauw (1852-1934); trouwde in 1887 met jhr. Franciscus Andries de Jong van Beek en Donk (1839-1910), ritmeester
        - Maria Walburgis Nicolaïa barones van Hugenpoth tot den Berenclaauw (1858-1940); trouwde in 1885 met mr. Jacob Anton Albert Bosch (1855-1937), vicepresident van de Hoge Raad der Nederlanden
        - mr. Jan Baptista Willem baron van Hugenpoth tot den Berenclaauw (1864-1951), raadsheer gerechtshof te 's-Hertogenbosch
          - mr. Frans Willem baron van Hugenpoth tot den Berenclaauw (1900-1944, concentratiekamp Vaihingen a.d. Enz (Württemberg)), jurist, verzetsman

  - jhr. Godefridus Franciscus Antonius Henricus Cornelius van Hugenpoth tot Aerdt, heer van Aerdt, Bimmen en Hengmeng (1743-1819), lid gedeputeerde staten van Gelderland en lid van de Eerste Nationale Vergadering
    - mr. Alexander Wilhelmus Josephus Joannes baron van Hugenpoth van Aerdt (1780-1859), president van het hooggerechtshof te 's-Gravenhage, lid Eerste Kamer der Staten Generaal, Minister van Staat, minister van Justitie
    - mr. Joannes Nepomucenus Wilhelmus Antonius baron van Hugenpoth tot Aerdt (1789-1849), advocaat en notaris te Arnhem
      - Carolus Antonius Ludovicus baron van Hugenpoth tot Aerdt (1825-1907), burgemeester van Groesbeek, Bemmel en Bergh, schoolopziener, lid gedeputeerde staten van Gelderland
        - mr. dr. Godefridus Franciscus Maria baron van Hugenpoth tot Aerdt (1860-1930), vicepresident Centrale Raad van Beroep, lid Raad van State
        - Adolphus Ludovicus Wilhelmus baron van Hugenpoth tot Aerdt (1863-1913), burgemeester van Boxtel en Zevenaar
        - Joannes Nepomucenus baron van Hugenpoth tot Aerdt (1866-1906), burgemeester van Bergh, lid provinciale staten
          - Walraed Joseph Frederik Marie baron van Hugenpoth tot Aerdt (1904-1990), burgemeester van Overasselt en Heumen, laatste telg van het Nederlandse adellijke geslacht